# EXILE JAPAN/Solo
EXILE JAPAN／Solo（放浪日本／個人專輯）是EXILE第9張原創專輯、ATSUSHI第1張原創專輯，於2012年1月1日發售。

## 簡介

### EXILE JAPAN
- 與前作「祈願之塔」相隔約10個月的新原創專輯。
- 初回豪華限定盤收錄EXILE第二章後所有音樂錄像帶共34首的2DVD「EXILE MUSIC VIDEO BEST」。自「EXPV3」後約七年再次發行MV集，亦是EXILE首次於專輯中附送MV集。
- 自「EXILE LOVE」後再次以英文命名的原創專輯。
- EXILE成員自「EXILE EVOLUTION」約4年後，再次於專輯內頁寫真登場。
- CD收錄慈善歌曲「Rising Run」與冬季情歌「獻給你」、專輯首次收錄的「Make It Last Forever」與過往獲得日本唱片大獎歌曲「Ti Amo」、「Someday」、「I Wish For You」的新版本等15首歌曲。
- DVD收錄2首單曲與新曲「This Is My Life」的PV與製作花絮。

### Solo
- EXILE ATSUSHI的出道原創專輯。
- CD收錄個人名義兩首單曲、EXILE專輯收錄的個人歌曲以及未發表的歌曲共15首。除了「無法言喻」跟「Golden Smile」外，所有歌曲皆由ATSUSHI親自填詞。
- DVD收錄2首單曲的PV與製作花絮。
- 隱藏音軌為「這麼長時間你都不在」，歌詞頁中並沒有標記。

## 發行版本

### 初回豪華限定盤（2CD+4DVD）
※僅日本版。
- EXILE JAPAN CD收錄15曲。
- EXILE JAPAN DVD收錄6曲。
- Solo CD收錄15曲（包括隱藏音軌）。
- Solo DVD收錄4曲。
- EXILE MUSIC VIDEO BEST 2DVD收錄共34曲。

### 初回限定金色包裝樣式（2CD+2DVD）
- EXILE JAPAN CD收錄15曲。
- EXILE JAPAN DVD收錄6曲。
- Solo CD收錄15曲（包括隱藏音軌）。
- Solo DVD收錄4曲。

### 初回限定金色包裝樣式（2CD）
- EXILE JAPAN CD收錄15曲。
- Solo CD收錄15曲（包括隱藏音軌）。

### 通常盤（2CD+2DVD）
- EXILE JAPAN CD收錄15曲。
- EXILE JAPAN DVD收錄6曲。
- Solo CD收錄15曲（包括隱藏音軌）。
- Solo DVD收錄4曲。

### 通常盤（2CD）
- EXILE JAPAN CD收錄15曲。
- Solo CD收錄15曲（包括隱藏音軌）。

### （3CD+DVD）
※僅中華地區版本。
- EXILE JAPAN CD收錄15曲。
- Solo CD收錄15曲（包括隱藏音軌）。
- 中華圈限定封入特典CD收錄5曲。
- Solo CD收錄15曲（包括隱藏音軌）。
- Solo DVD收錄4曲。

### （3CD）
※僅台灣版、香港版與大陸引進版。
- EXILE JAPAN CD收錄15曲。
- Solo CD收錄15曲（包括隱藏音軌）。
- 中華圈限定封入特典CD收錄5曲。

## 收錄曲

### EXILE JAPAN

#### CD
1. This Is My Life / Vocal：ATSUSHI，TAKAHIRO
(作詞：michiko / 作曲：T.Kura, michiko)
FUJITSU「ARROWS」品牌形象歌曲
2. NEVER LOSE / Vocal：ATSUSHI，TAKAHIRO
(作詞：Kenn Kato / 作曲：BACHLOGIC, ERIK LIDBOM, FAST LANE)
GREE「聖戰Cerberus」廣告歌
3. 獻給你（あなたへ） / Vocal：ATSUSHI，TAKAHIRO
(作詞：ATSUSHI / 作曲：マシコタツロウ / 編曲：Yoshiaki Fujisawa)
第38張單曲「獻給你/Ooo Baby」表題曲。
FUJITSU「ARROWS Kiss」形象歌曲
4. 生命的花朵（命の花） / Vocal：ATSUSHI，TAKAHIRO
(作詞：TAKAHIRO / 作曲：Tatsurou Machico)
5. Everlasting Song / Vocal：NESMITH，SHOKICHI
(作詞・作曲：SHOKICHI)
SHOKICHI初次作曲與填詞的歌曲
6. Beautiful Life / Vocal：ATSUSHI，SHOKICHI
(作詞：ATSUSHI, SHOKICHI / 作曲：T-SK, Fabrice Haddad, Sirius)
朝日電視台 連續劇「我的天空 刑事編」主題歌
自第2張專輯「Styles Of Beyond」收錄曲「Guilty」相隔8年後再次由主唱二人填詞，亦是第二章後首次。
7. DANCE EARTH〜BEAT TRIP〜
(作曲：中野雄太)
8. LA・LA・LA LOVE SONG / Vocal：ATSUSHI，NESMITH
(作詞・作曲：久保田利伸 / 編曲：中野雄太)
翻唱專輯「EXILE COVER」收錄曲。久保田利伸的翻唱歌曲。
9. Make It Last Forever / Vocal：NESMITH，SHOKICHI
(作詞・作曲：lil' showy)
第33張單曲「FANTASY」收錄曲。專輯首次收錄。
10. PLACE / Vocal：TAKAHIRO
(作詞：小竹正人 / 作曲：Seiji Omote)
TAKAHIRO的個人歌曲。
11. today… / Vocal：ATSUSHI，TAKAHIRO
(作詞：ATSUSHI / 作曲：宅見將典)
12. Ti Amo -Unplugged Version- / Vocal：ATSUSHI，TAKAHIRO
(作詞：松尾潔 / 作曲：Jin Nakamura)
第28張單曲「The Birthday 〜Ti Amo〜」表題曲的不同版本。
「第50回日本唱片大獎」受獎曲
13. I Wish For You -Tower Of Wish Version- / Vocal：ATSUSHI，TAKAHIRO，NESMITH，SHOKICHI
(作詞：michiko / 作曲：T.Kura, michiko)
第35張單曲「I Wish For You」表題曲的不同版本。
「第52回日本唱片大獎」受獎曲
14. Rising Sun / Vocal：ATSUSHI，TAKAHIRO
(作詞：ATSUSHI / 作曲：Didrik Thott・Sebastian Thott・Johan Becker・Sharon Vaughn / 編曲：ATSUSHI・Sebastian Thott)
第37張單曲「Rising Sun／總有一天…」表題曲。
「EXILE Rising Sun Project」主題歌
NTT Communications「050 plus」廣告歌曲
15. Someday -House Version 2012- / Vocal：ATSUSHI，TAKAHIRO
(作詞：ATSUSHI / 作曲：miwa furuse)
第30張單曲「THE MONSTER 〜Someday〜」表題曲的不同版本。
「第51回日本唱片大獎」受獎曲

#### DVD
[Video Clip]
- Rising Sun
- This Is My Life
- 獻給你

[Making]
- Rising Sun
- This Is My Life
- 獻給你

### Solo / EXILE ATSUSHI

#### CD
1. Freak Out feat. DOBERMAN INC
(作詞：ATSUSHI, P-CHO, GS, KUBO-C, TOMOGEN / 作曲：T.Kura, ATSUSHI, michiko)
2. Another World
(作詞：森大輔, ATSUSHI / 作曲：森大輔)
NATURAL BEAUTY BASIC 廣告歌曲
3. 心願 -Album ver.-
(作詞：ATSUSHI / 作曲：Arno Lucas, Jerome Dufour, Fabrice Haddad, Kenji Sano / 編曲：林田裕一)
第33張單曲「FANTASY」收錄曲[1]的不同版本。
收錄的為「祈願之塔」[1]版本。
4. 無法言喻
(作詞・作曲：小田和正)
Off Course的翻唱曲。
與「EXILE COVER」的翻唱版本有少許不同。
5. Change My Mind feat. VERBAL
(作詞：ATSUSHI, VERBAL / 作曲：和田耕平)
EXILE的個人翻唱曲，並加上VERBAL的Rap。
6. Ooo Baby
(作詞：ATSUSHI・Arno Lucas・Jerome Dufour / 作曲：Arno Lucas・Jerome Dufour / 編曲：Jerome Dufour)
第2張單曲。
日本電視台 「Cleaner!!」 12月主題歌
7. 總有一天…
(作詞：ATSUSHI / 作曲：Matthew Tishler・Andrew Ang / 編曲：ATSUSHI・Matthew Tishler)
第1張單曲。個人出道單曲。
朝日電視台週四晚間九點連續劇「太陽會再升起」主題歌
8. BLACK RAIN
(作詞：ATSUSHI / 作曲：Daniel Gidlund)
9. So Special -Version EX- / EXILE ATSUSHI + AI
(作詞：ATSUSHI, AI / 作曲：UTA, ATSUSHI, AI)
與AI的合作歌、精選輯「EXILE ENTERTAINMENT BEST」收錄曲。
10. forever love
(作詞：ATSUSHI / 作曲：Arno Lucas, Jerome Dufour / 編曲：Arno Lucas, 佐野健二)
「給珍愛的未來」收錄曲[1]。
11. You're my "HERO"
(作詞：ATSUSHI / 作曲：林田裕一, 竹本健一)
12. 天空的彼方
(作詞：ATSUSHI / 作曲：Arno Lucas・Jerome Dufour)
13. END OF THE DAY feat. Boyz II Men -A's Urban Version-
(作詞：ATSUSHI, Teddy Riley / 作曲：Teddy Riley)
與Boyz II Men的合作歌。
14. Golden Smile feat. 久保田利伸
(作詞：久保田利伸 / 作曲：久保田利伸, ATSUSHI)
與久保田利伸的合作歌。
與「Gold Skool」收錄的「Golden Smile feat.EXILE ATSUSHI」版本不同。
15. 這麼長時間你都不在
(作詞：Kenn Kato / 作曲：原一博)
EXILE的出道專輯「our style」收錄的ATSUSHI個人歌曲[1]。
隱藏音軌，歌詞上並沒有記載。

#### DVD
[Video Clip]
- 總有一天…
- Ooo Baby

[Making]
- 總有一天…
- Ooo Baby

#### 中華圈限定封入特典CD
1. 小城大事 ～相信永恆～
2. 說了再見 ～ Real Valentine ～
3. 相信有一天…　feat.David Tao
4. 我願意
5. 心願 ～願望 ver.～ feat. Na Ying

### EXILE MUSIC VIDEO BEST (初回限定豪華盤限定)
分2DVD收錄EXILE第二章後所有音樂錄像帶共34首。

#### DISC-1
- Everything
- Lovers Again
- 道路
- EVOLUTION
- SUMMER TIME LOVE
- 時光碎片
- 24karats -type EX- / Sowelu, EXILE, DOBERMAN INC
- I Believe
- Touch The Sky feat. Bach Logic
- Pure
- Choo Choo TRAIN
- 銀河鐵道999 / EXILE feat. VERBAL (m-flo)
- real world
- SUPER SHINE
- So Special -Version EX- / EXILE ATSUSHI + AI
- Eastern Boyz 'N Eastern Girlz[エグザムライ実写版]
- Ti Amo Chapter 1
- Ti Amo Chapter 2
- Your eyes only ～我曖昧的輪廓～(形狀)〜
- 只是…想見你
- 給自己
- Love, Dream & Happiness

#### DISC-2
- The Beginning Of EXILE GENERATION
- Someday
- FIREWORKS
- 溫柔光芒
- 兩人的唇（完全版）
- 給珍愛的未來
- VICTORY
- 24karats STAY GOLD
- 心願
- 活出堅強
- I Wish For You
- Each Other's Way 〜旅途中〜

## 備註
1. 1 2 3 4  當時收錄的名義為EXILE。

## 相關連結
- （日語）「EXILE JAPAN／Solo」日文特設網站
- （中文）「EXILE JAPAN／Solo」中文特設網站（页面存档备份，存于）